# Fabrice Du Welz
Fabrice Du Welz (21 oktober 1972) is een Belgisch filmregisseur, acteur en scenarioschrijver.

## Biografie
Du Welz studeerde in Luik aan het Conservatoire d’Art Dramatique de Liège en vervolgens aan het Institut national supérieur des arts du spectacle (INSAS) te Brussel. In de jaren 1990 regisseerde hij een aantal films in Super 8 om vervolgens voor Canal+ een aantal humoristische scènes te schrijven voor La Grande Famille en Nulle Part Ailleurs.
In 1999 realiseerde hij zijn eerste kortfilm Quand on est amoureux c'est merveilleux waarmee hij de grote prijs behaalde op het Festival international du film fantastique de Gérardmer. Zijn eerste langspeelfilm Calvaire werd geselecteerd voor de Semaine de la critique op het Filmfestival van Cannes. De volgende film Vinyan deed in 2008 mee in de competitie van het Filmfestival van Venetië. In 2014 werd zijn film Alleluia geselecteerd voor het Filmfestival van Cannes in de sectie Quinzaine des Réalisateurs.

## Filmografie
| Jaar | Film                                    | Bijdragen | Bijdragen | Opmerkingen  |
| Jaar | Film                                    | Regie     | Scenario  | Opmerkingen  |
| ---- | --------------------------------------- | --------- | --------- | ------------ |
| 2024 | Maldoror                                | Afgevinkt | Afgevinkt |              |
| 2024 | The Passion According to Béatrice       | Afgevinkt | Afgevinkt | documentaire |
| 2021 | Inexorable                              | Afgevinkt | Afgevinkt |              |
| 2019 | Adoration                               | Afgevinkt | Afgevinkt |              |
| 2016 | Message from the King                   | Afgevinkt |           |              |
| 2014 | Colt 45                                 | Afgevinkt | Afgevinkt |              |
| 2014 | Alleluia                                | Afgevinkt | Afgevinkt |              |
| 2008 | Vinyan                                  | Afgevinkt | Afgevinkt |              |
| 2004 | Calvaire                                | Afgevinkt | Afgevinkt |              |
| 1999 | Quand on est amoureux c'est merveilleux | Afgevinkt | Afgevinkt | korte film   |

### Als acteur
- L'institut (televisieserie, 1998)

## Prijzen & nominaties[1]
| jaar                                            | prijs                                                   | categorie                                      | genomineerde(n)                         | uitslag     |
| ----------------------------------------------- | ------------------------------------------------------- | ---------------------------------------------- | --------------------------------------- | ----------- |
| 2001                                            | Festival international du film fantastique de Gérardmer | Grand Prix                                     | Quand on est amoureux c'est merveilleux | Gewonnen    |
| 2005                                            | Amsterdam Fantastic Film Festival                       | Grand Prize of European Fantasy Film in Silver | Calvaire                                | Gewonnen    |
| 2005                                            | Neuchâtel International Fantasy Film Festival           | Narcisse Award Best Feature Film               | Calvaire                                | Genomineerd |
| 2005                                            | Festival international du film fantastique de Gérardmer | Special Jury Prize                             | Calvaire                                | Gewonnen    |
| 2005                                            | Festival international du film fantastique de Gérardmer | Premiere Award                                 | Calvaire                                | Gewonnen    |
| 2005                                            | Festival international du film fantastique de Gérardmer | International Critics Award                    | Calvaire                                | Gewonnen    |
| 2008                                            |                                                         |                                                |                                         |             |
| Sitges - Catalonian International Film Festival | Carnet Jove Jury Award                                  | Vinyan                                         | Gewonnen                                |             |
| Sitges - Catalonian International Film Festival | Best Film                                               | Vinyan                                         | Genomineerd                             |             |
| 2014                                            |                                                         |                                                |                                         |             |
| Austin Fantastic Fest                           | Best Picture                                            | Alleluia                                       | Gewonnen                                |             |
| Austin Fantastic Fest                           | Best Director                                           | Alleluia                                       | Gewonnen                                |             |